# سیارک ۲۱۴۷
سیارک ۲۱۴۷ (به انگلیسی: 2147 Kharadze، نامگذاری:1976US) دو هزار و صد و چهل و هفتمین سیارک کشف شده‌است که در ۲۵ اکتبر ۱۹۷۶ کشف شد.
قدر مطلق سیارک برابر ۱۱٫۷۰ است.